# Goedendagroute
De Goedendagroute is een fietsroute in het Belgische Kortrijk. De route is 49 kilometer lang. De naam is ontleend aan het middeleeuwse wapen, de goedendag. Deze fietsroute leidt naar Kortrijk waar dit wapen een belangrijke rol speelde tijdens de Guldensporenslag. De start bevindt zich nabij de Groeningeabdij en gaat langs de belangrijkste bezienswaardigheden van de stad, de Leie, de vele velden rond Kortrijk en het Nationaal Vlasmuseum.